# Arnold Esch
Arnold Esch (Altenbögge, 28 aprile 1936) è uno storico tedesco, specialista di storia medievale. Dal 1988 al 2001 ha diretto il Deutsches Historisches Institut in Rom (DHI), l'Istituto Storico Germanico di Roma.

## Biografia
Arnold Esch ha studiato storia, archeologia classica e scienze politiche a Münster, Parigi e Gottinga. Nel 1964 ha conseguito il dottorato con una tesi su Papa Bonifacio IX e lo Stato pontificio (Bonifaz IX. und der Kirchenstaat). Ha poi lavorato come assistente a Gottinga e dal 1970 al 1973 è stato assistente presso l'Istituto Storico Germanico.
Nel 1974 ha conseguito l'abilitazione alla docenza con una Habilitationsschrift dal titolo Verhältnis von Stadt und Land am Beispiel der toskanischen Stadt Lucca (Il rapporto tra città e campagna nel caso della città toscana di Lucca) discussa a Gottinga, città in cui ha insegnato per un anno come docente e nella quale ha trascorso un altro anno come assegnista di ricerca presso l'Istituto storico germanico. Nel 1977 è divenuto professore di storia medievale presso l'Università di Berna. Dal 1988 al 2001 è stato direttore del dell'Istituto storico germanico di Roma.

## Aree e temi di studio
Esch si è occupato principalmente della storia del papato, dell'età comunale, dell'Italia tra Trecento e Quattrocento, della fase di transizione che ha visto il ritorno del Papato dalla cattività avignonese a Roma, dell'epoca storica che ha visto conosciuto le origini del Rinascimento italiano.

### Retaggio classico, riuso architettonico e funzione ideologica dell'antico
Centrale, nei suoi interessi, è stato il retaggio culturale dell'antichità classica, il tema della sua sopravvivenza e ricezione in epoche successive, un orizzonte in cui la prospettiva dello storico si fonde con quella dell'archeologo, in una riflessione che ha orientato i suoi studi fin dal principio e a cui si deve, nonostante la personale propensione per la Grecia antica, l'elezione dell'Italia ad ambito privilegiato di studio, da lui ritenuto l'unico spazio geografico e culturale in cui la sopravvivenza dell'antichità classica ha potuto dispiegarsi su un arco di tempo così ampio.
Arnold Esch ha posto rinnovata enfasi sulla funzione ideologica dell'uso degli spolia da parte dei poteri universali (Papato e Impero) e comunali, sui modi di "percezione" estetica, "ricezione" culturale e "imitazione" nell'arte e nell'architettura, attraverso lo studio del reimpiego architettonico dei materiali di spoglio.

### Contributi alla metodologia dell'analisi storica
Oltre all'area di studi storiografici, Arnold Esch ha dato contributi nel campo della metodologia storica. Già dalla sua dissertazione del 1974, sul rapporto tra città e campagna nella Storia della Lucca medievale, basato sul discernimento di una gran mole di materiale degli archivi lucchesi, Arnold Esch ha dedicato attenzione al problema metodologico che lo storico deve affrontare per tenere conto della trasmissione selettiva delle fonti documentali.
In particolare, in materia di approccio critico alle fonti, la sua attenzione si è appuntata alla definizione e all'analisi del problema metodologico che si pone allo studioso allorché si valuti l'intervento non neutrale della probabilità e del caso nella trasmissione dei documenti: si tratta delle diverse probabilità di conservazione che influenzano il destino di sopravvivenza dei documenti in base alla loro funzione, un problema particolarmente rilevante nella preservazione dei documenti medievali, in cui la maggior possibilità di conservazione (e quindi di trasmissione alle epoche successive) è associata a funzioni nel campo dei titoli e diritti di proprietà o di esazione, laddove invece una minor possibilità di sopravvivenza era garantita ad altre tipologie documentali, come quelle attestanti transazioni e rapporti commerciali a breve termine, la cui effimera utilità ne determinava la distruzione al sopraggiungere dell'obsolescenza.
Questo diverso trattamento riservato alla preservazione delle fonti determina un errore generale di prospettiva, di cui lo storico deve essere consapevole, che può ingenerare la sensazione distorta di un Medioevo relativamente povero di rapporti di scambio commerciali e finanziari e prevalentemente intessuto di rapporti agrari e terrieri.

## Riconoscimenti

### Affiliazioni
Esch è socio straniero dell'Accademia Nazionale dei Lincei e socio corrispondente dell'Accademia delle scienze di Gottinga e dell'Accademia Bavarese delle Scienze, dell'Istituto Archeologico Germanico e della direzione centrale dei Monumenta Germaniae Historica; è socio effettivo della Pontificia Accademia Romana di Archeologia e dell'Istituto di Studi Romani.
Esch è inoltre collaboratore dell'Istituto dell'Enciclopedia Italiana Treccani, per cui ha redatto voci inserite nel Dizionario Biografico degli Italiani, nell'Enciclopedia dei Papi e nell'Enciclopedia Federiciana, opera editoriale, quest'ultima, del cui comitato editoriale Arnold Esch è anche componente.
È dottore honoris causa delle Università di Siena e di Lecce.

### Premi
- Nel 1995 Esch ha ricevuto il Premio Cultore di Roma.
- Nel 1996 ha ricevuto il Karl-Vossler-Preis.
- Nel 2004 ha ricevuto il Premio Galilei.
- Nel 2007 è stato insignito della medaglia Lichtenberg assegnatagli all'Accademia delle scienze di Gottinga.
- Nel 2011 ha ricevuto il Premio Sigmund Freud per la prosa scientifica.

### Festschriften
Gli sono state dedicate due Festschrift:
- Le storie e la memoria. In onore di Arnold Esch Archiviato il 23 febbraio 2011 in Internet Archive. Reti Medievali - Firenze University Press (Firenze, 2002) voluta da studiosi che sono stati borsisti dell'Istituto storico da lui diretto, con presentazione di Girolamo Arnaldi.
- Hagen Keller et al., Italia et Germania: liber amicorum Arnold Esch, (Tubinga, 2001), a cura di colleghi, allievi e amici.

## Opere
- Aspetti della vita economica e culturale a Roma nel Quattrocento, Istituto Nazionale di Studi Romani, 1981 ISBN 8873110975
- Überlieferungs-Chance und Überlieferungs-Zufall als methodisches Problem des Historikers, in «Historische Zeitschrift», 240 (1985), pp. 529–570 (anche in Id., Der Historiker und die Erfahrung vergangener Zeiten, Monaco, 1994, pp. 39–69
- (curatore, con Norbert Kamp), Federico II. Convegno dell'Istituto Storico Germanico di Roma nell'VIII centenario della nascita, Tubinga, 1996
- La via Cassia. Sopravvivenza di un'antica strada con note per un'escursione tra Sutri e Bolsena, Ed. Roma nel Rinascimento, 1996 ISBN 9788885913141
- Römische Straßen in ihrer Landschaft: das Nachleben antiker Straßen um Rom. Mit Hinweisen zur Begehung im Gelände, Verlag Philipp von Zabern, Mainz, 1997, ISBN 3-8053-2023-X
- I mercenari svizzeri in Italia. L'esperienza delle guerre milanesi (1510-1515) tratta dalle fonti bernesi, Alberti, 2001, ISBN 9788872450857
- Tre sante ed il loro ambiente sociale a Roma: s. Francesca Romana, s. Brigida di Svezia e s. Caterina da Siena, Ed. Roma nel Rinascimento, 2001, ISBN 9788885913271
- Wiederverwendung von Antike im Mittelalter. Die Sicht des Archäologen und die Sicht des Historikers (Hans-Lietzmann-Vorlesungen, 7), Berlino, 2005, ISBN 3-11-018426-5
- Economia, cultura materiale e arte nella Roma del Rinascimento. Studi sui registri doganali romani (1445-1485), Roma, 2007
- Landschaften der Frührenaissance. Auf Ausflug mit Pius II., C. H. Beck, Monaco 2008, ISBN 3-406-57038-0
- Mercenari, mercanti e pellegrini. Viaggi transalpini nella prima Età moderna, Edizioni Casagrande, 2005, ISBN 9788877134196
- Wahre Geschichten aus dem Mittelalter. Kleine Schicksale selbst erzählt in Schreiben an den Papst, C. H. Beck, Monaco 2010, ISBN 978-3-406-60133-0